# ألان بروك ماكفارلين
ألان بروك ماكفارلين هو محامي وقاضي وسياسي كندي، ولد في 17 مايو 1924 في فيكتوريا في كندا، وتوفي في 10 ديسمبر 2018. نشط حزبياً في BC United ‏.